# Dommartin-le-Franc
Dommartin-le-Franc – miejscowość i gmina we Francji, w regionie Grand Est, w departamencie Górna Marna.
Według danych na rok 1990 gminę zamieszkiwały 273 osoby, a gęstość zaludnienia wynosiła 27 osób/km².

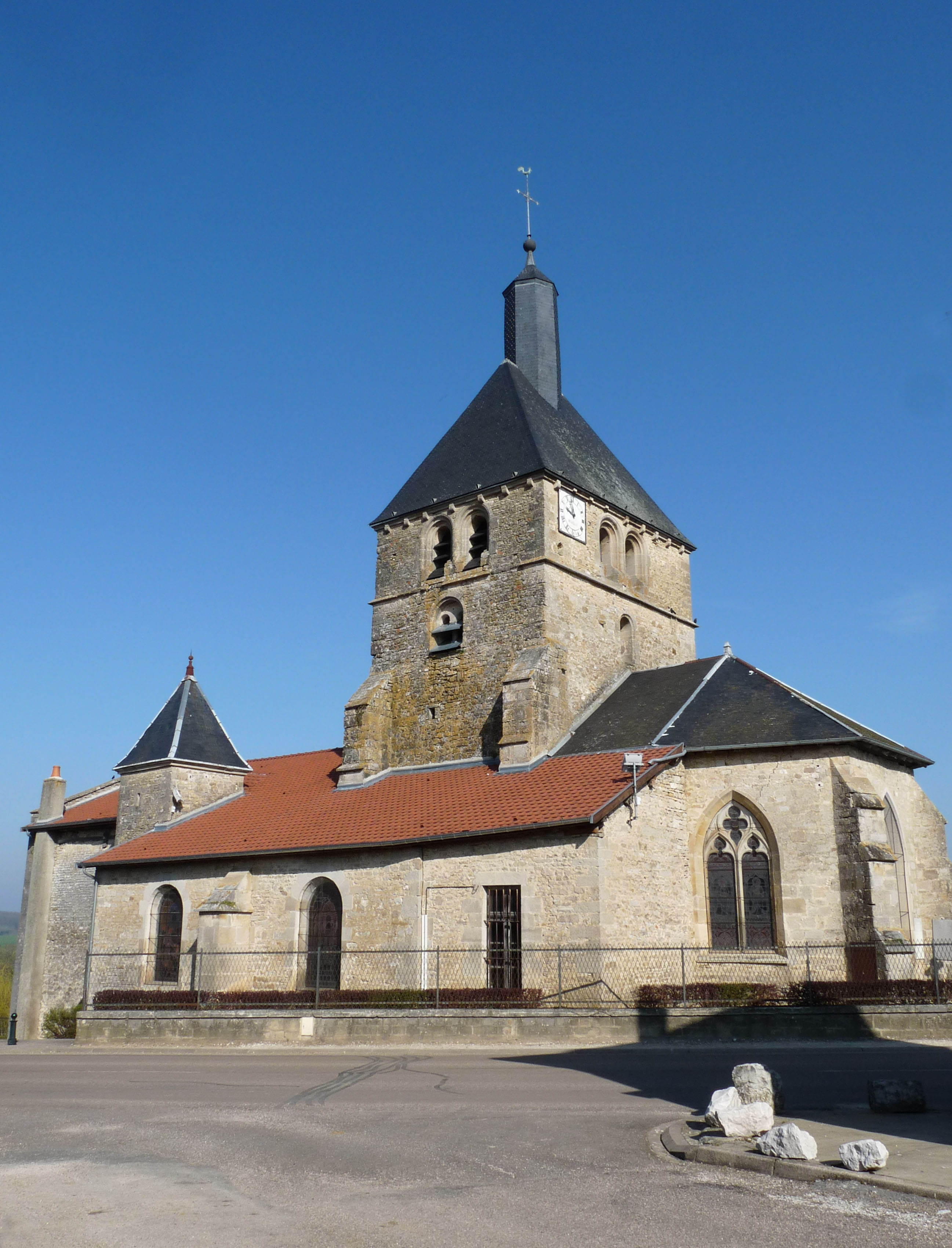
Kościół w Dommartin-le-Franc, 2011